# Madarász Éva
Madarász Éva (Budapest, 1972. január 18. –) magyar színész, szinkronszínész, író.

## Életrajz
A budapesti Madách Imre Gimnáziumban tanult. 1990-ben a Nemzeti Stúdió, 1990-1992-ben a GNM Színitanoda növendéke volt. Játszott a Nemzeti Színházban, a Népszínházban, az Arany János Színházban, a Vidám Színpadon, a Művész Színházban és a Budapesti Kamaraszínházban. Szerepelt a Szomszédok, az Öregberény, a Patika és a Drága Örökösök című televíziós sorozatokban. 
Tévés és színházi szerepei mellett rendszeresen szinkronizál és ifjúsági regényeket ír.

## Magánélete
Epres Attila színművész házastársa. Két gyermekük született, 2002-ben és 2009-ben.

## Színházi szerepei
- Beaumarchais: Figaro házassága....Fanchette (1990, Nemzeti Színház)
- Miklós Tibor – Kocsák Tibor – Móricz Zsigmond: Légy jó mindhalálig....Orczy (1991, Rock Színház)
- Csurka István: Házmestersirató....Irén (1992, Népszínház)
- Francis Joffo: Micsoda család!....Annie (1992, Vidám Színpad)
- K. Halász Gyula: Fiatalság, bolondság....Bözsi (1993, Vidám Színpad)
- Jim Jacobs – Warren Casey: Grease (Zselé – kend a hajadra).... (1993, Arany János Színház)
- Fejes Endre: Rozsdatemető....Cira Piroska (1995, Thália Színház)
- Ödön von Horváth: Figaro válik....Cselédlány / Bárvendég (1995, Thália Színház)
- Gerome Ragni – James Rado: Hair....Jeannie (1996, Vörösmarty Színház)
- Willy Russell: Vértestvérek....Linda (1996, Józsefvárosi Színház)
- Oscar Wilde: Bunbury.... (1996, Józsefvárosi Színház)
- Jaques Deval: A francia szobalány....Phillis (1997, Klapka Sztárszínház)
- Bíró Lajos: Sárga Liliom....Emer (1999, Budapesti Kamaraszínház – Tivoli)
- Szakonyi Károly: Életem, Zsóka!....Grácia (1999, Budapesti Kamaraszínház – Ericsson Stúdió)
- Görgey Gábor: Örömállam....Koko (2000, Budapesti Kamaraszínház – Shure Stúdió)
- Pierre-Augustin Caron de Beaumarchais: Figaro házassága....Fanchette (2000, Budapesti Kamaraszínház – Tivoli)
- Alan Ayckbourn: Időzavar....Jessica (2000, Budapesti Kamaraszínház – Shure Stúdió)
- William Shakespeare: Titus Andronicus....Dajka (2001, Budapesti Kamaraszínház – Shure Stúdió)
- Christopher Hampton: A kúra (Jung a díványon)....Nővér (2004, Bartók Kamaraszínház és Művészetek Háza)
- Neil Simon: Pletyka....Chris Gorman (2005, Sziget Színház)
- Mikszáth Kálmán – Makk Károly – Lőkös Ildikó – Lackfi János: Királyi kaland....Beatrice (2008, Kőszegi Várszínház)
- Almási-Tóth András: R&L, avagy a mágusok birodalma....Naina (2013, Budaörsi Latinovits Színház)

## Filmográfia

### Színészként

#### Film
- Szamba (magyar filmszatíra, 1995): Műkedvelő színjátszó
- Ámbár tanár úr (magyar vígjáték, 1998): Nővérke

#### Televízió
- Öregberény (magyar tévéfilmsorozat, 1993–1995): Tóth Sári (9 részben)
- Szomszédok (magyar teleregény, 1987–1999): Óvónő (3 részben)
- Patika (magyar vígjátéksorozat, 1994–1995): Bella (11 részben)
- Cadfael (angol krimisorozat, 1994–1996): Hilaria (1 részben)
- TV a város szélén (magyar vígjátéksorozat, 1998): Zazi (1 részben)
- Drága örökösök (magyar sorozat, 2019): Klárika
- Drága örökösök – A visszatérés (magyar sorozat, 2022-): Klárika

### Szinkronszínészként

#### Televízió
| - Dallas: Debra Lynn Beaumont – Deborah Tucker - A klinika: Tanja (Elke húga) – Christina Plate - Gazdagok és szépek: Macy Alexander – Bobbie Eakes - Baywatch: Roberta Quinn – Nicole Eggert - Első csók: Hélène Girard – Hélène Rolles - Melrose Place: Megan Lewis Mancini – Kelly Rutherford - Madison: Carol Lemieux – Sarah Strange - Jóbarátok: Erica – Anna Faris - Marimar: Gema – Nicky Mondellini - Sweet Valley High: Elizabeth Wakefield – Cynthia Daniel - A házasság buktatói: Nagehan – Enginay Gültekin - Szívtipró gimi: Danielle Miller – Emma Roche - Kastélyszálló: Fanny Strobel – Nicole R. Beutler - Szerelmek Saint Tropez-ban: Jeanne Bouvier – Shirley Bousquet - Siker, pénz, csillogás: Jessica Mitchell – Jocelyn Seagrave - Sunset Beach: Tiffany Thorne – Adrienne Frantz / Jennifer Banko - Bűbájos boszorkák: Cynda (Charmed) – Mariah O'Brien / Cindy (Charmed) – Tiffany Salerno / Anling (Charmed) – Jeanne Chinn - Titkok és szerelmek: Maclovia – Isadora González - Rosalinda: Lucía Pérez Romero – Adriana Fonseca - S Club 7 Miami: Rachel – Rachel Stevens - Csak egy kis para: Claire Garletti – Paget Brewster - CSI – A helyszínelők: Sophia Curtis – Louise Lombard - Milagros: Mariana Avalos – María Pía Ureta - McLeod lányai: Ashleigh Redstaff – Sam Healy - Mindig zöldebb: Sandra Todd – Caitlin McDougall - Partvidéki szerelmesek: Sylvie – Julie Bataille - Salomé: Lola – Leticia Perdigón - Sírhant művek: Sophia – Idalis DeLeon - Szeretők és riválisok: Ofelia Villada – Adamari López - Firefly: Zoë Washburne (1. hang) – Gina Torres - MI-5 – Az elit alakulat: Jo Portman – Miranda Raison | - Terrorkommandó: Becca Gallagher – Heather Peace - Két pasi – meg egy kicsi: Lisa – Denise Richards - Anita a bűbájos bajkeverő: Luz 'Lucecita' Moret – Michelle Manterola - Joey: Alex Garrett – Andrea Anders - L: Alice Pieszecki – Leisha Hailey - ReGenesis: Nina Corba – Rosa Laborde - A Grace klinika: Dr. April Kepner – Sarah Drew - Matrioshki: Kalinka – Eugenia Hirivskaya - Az osztály: Nicole Allen – Andrea Anders - Kufirc: Hayley – Jodi Albert - Lety, a csúnya lány: Paula María Conde – Niurka Marcos - Marina: Matilde de Alarcón – Karina Mora - Miért pont Brian?: Deena Greco – Amanda Detmer - Halottnak a csók: Olive Snook (1. hang) – Kristin Chenoweth - Zorro (2007): Selenia – Valentina Acosta - Árva angyal: Blanca Silva / Ivette Dorleac – Maya Mishalska - Szívek iskolája: Dorotea Cortés – Paula Barreto - Kettős játszma: Maura Albarrán – Ana Brenda Contreras - Hawaii Five-0: Amy Hanamoa – Dichen Lachman - Jog/Ászok: Meredith Kramer – Natalie Zea - Terra Nostra: Rosana – Carolina Kasting - Nevelésből elégséges: Virginia Chance – Martha Plimpton / Virginia fiatalon – Kelly Heyer - Teresa: Aurora Salazár Coronel de Sánchez – Ana Brenda Contreras - Vérmes négyes: Joy Scroggs – Jane Leeves - A célpont: Zoe Morgan – Morven Christie - A szépség és a szörnyeteg: Tori Windsor – Amber Skye Noyes - Amit a szív diktál: Jéssica Reyes – Jeimy Osorio - Csajok a zŰrből: Sgt Olivia Mitchell – Simone Bennett-Smith - Missing – Elrabolva: Violet Heath – Laura Donnelly - Heartland: Eden – Reagan Pasternak - Maricruz: Simona Irazábal – Isadora González - Sr. Ávila: María Ávila – Nailea Norvind |

#### Film
| - Liliom: További hang - Megszállottság (2. szinkron): Giovanna Bragana – Clara Calama - Tarzan 12. – Tarzan és a sellők: Mara – Linda Christian - A bikaborjak (2. szinkron): További hang - A nagy hadgyakorlat (2. szinkron): További hang - I. Ferdinánd, Nápoly királya: További hang - A matador: Annalisa Rauseo – Anna Maria Ferrero - A korzikai testvérek: További hang - Zulu: Margareta Witt – Ulla Jacobsson - A nagy medve fiai (2. szinkron): Jenny – Brigitte Krause - A hongkongi grófnő: További hang - Mayerling (2. szinkron): Maria Vetsera – Catherine Deneuve - A lázadó: Estelle Ferguson – Vickie Lancaster - A nagyfőnök: Italárus lány – Nora Miao - Le Mans – A 24 órás verseny (2. szinkron): Lisa Belgetti – Elga Andersen - A kapus félelme tizenegyesnél: További hang - Folytassa külföldön! (3. szinkron): Marge – Carol Hawkins - Folytassa, főnővér! (3. szinkron): Susan Ball nővér – Barbara Windsor - Joe Kidd (2. szinkron): Helen Sanchez – Stella Garcia - Tizenkét hónap (2. szinkron): Mostohalánya – Marina Maltseva - American Graffiti: Debbie Dunham – Candy Clark - Folytassa az ásatást! (Folytassa hátulról!) (2. szinkron): Carol – Sherrie Hewson / Veronica – Jenny Cox - Forró verejték: Keetje Tippel – Monique van de Ven - Száll a kakukk fészkére (2. szinkron): Pilbow nővér – Mimi Sarkisian - A 13-as rendőrőrs ostroma (1. szinkron): Julie – Nancy Kyes - A bíró és a gyilkos (2. szinkron): További hang - A rézhegyek királynője (2. szinkron): További hang - Koldus és királyfi: További hang - Új szörnyetegek: További hang - Zűrzafír, avagy hajsza a kék tapírért: Isabel Geste – Sinéad Cusack - A nagy szám: Donna – Patti D'Arbanville - A zendai fogoly (1. szinkron): További hang - Agatha: További hang - Kuba (1. szinkron): Therese Mederos – Lonette McKee - Eszelős hajsza: További hang - Gonosz halottak: Cheryl – Ellen Sandweiss - Küzdelem a sikerért: Samantha – Darian Mathias - Piranha 2. - Repülő gyilkosok: További hang - A sokk: Hirdetésfelvevő - A szamurájkard (2. szinkron): Akiko Yoshida – Donna Kei Benz - Grease 2.: Sharon Cooper – Maureen Teefy - Ivanhoe: Rebecca – Olivia Hussey - Péntek 13. – III. rész: Véres kirándulás: Debbie – Tracie Savage - Sophie választása (1. szinkron): Leslie Lapidus – Greta Turken - Romantikus komédia (1. szinkron): Kate Mallory – Robyn Douglass - Stephen King – Christine (2. szinkron): Leigh Cabot – Alexandra Paul - Superman III. (2. szinkron): Lorelei Ambrosia – Pamela Stephenson - A flamingókölyök: Joyce Brody – Carole Davis - Johnny DeVeszélyes: Sally – Glynnis O'Connor - Karate kölyök (1. szinkron): Susan – Juli Fields - A csillagvadász – Orin legendája: További hang - Akkor és most: Angela Shepard – Jill Schoelen - Édes álmok: További hang - Európai vakáció: Claudia – Claudia Neidig - Megvagy!: Punk – Elke Knittel - Péntek 13. – V. rész: Vérfürdő az intézetben: Tina – Debi Sue Voorhees - Silverado (2. szinkron): Phoebe – Amanda Wyss - Vigyázat, már megint nyomozunk! (1. szinkron): Turistalány – Season Ma - Alien 2. (2. szinkron): Dietrich tizedes – Cynthia Dale Scott - Amerikai himnusz: További hang - Démonok 2.: Carol - Előre a múltba (2. szinkron): Beth Bodell – Helen Hunt - Nagy zűr Kis-Kínában (2. szinkron): Miao Yin – Suzee Pai - Péntek 13. – VI. rész: Jason él: Paula – Kerry Noonan - Popeye Doyle – Francia kapcsolat 3.: Jill Anneyard – Audrey Landers - Szerelmem, Max: Françoise – Sabine Haudepin - Troll: További hang - Angyal első látásra: Angel – Emmanuelle Béart - Bérbarátnő álomáron: Barbara – Tina Caspary - Kínai lány: További hang - A mostohaapa: További hang - Mr. Elszánt, a balfék: Lori Cronenberg – Wendy Gazelle - Rémálom az Elm utcában 3. (3. szinkron): Kristen Parker – Patricia Arquette - A halál angyala 2.: Molly Nagle – Renée Estevez - A halálbiztos: Annie Northbride – Ruth Collins - Drogbáró: Cindy – Sharon Schaffer - Elvira, a sötétség hercegnője: További hang - Magasfeszültség: További hang - Patty Hearst: További hang - Péntek 13. – VII. rész: Friss vér: Tina Shepard – Lar Park-Lincoln - A lámpás domb: Diáklány - Félelmetes társaság: Shauna – Heidi Kozak - Gyilkos játékok: Heather Chandler – Kim Walker - Hamm-Hamburger (1. szinkron): Witler lánya - Kivégzős: Colleen – Brenda James - Láncos gyilkosok: További hang - Mondhatsz akármit: D.C. – Amy Brooks - Túl a csillagokon: Mara Simons – Olivia d’Abo - Valmont: Victoire – Aleta Mitchell - A sátán jele: Sandy – Sheila Ryan - A Villám: Iris West – Paula Marshall - Alice (1. szinkron): Múzsa – Bernadette Peters - Amerika kapitány: Sharon – Kim Gillingham - Az elefántvadász: Dorska Zibelinszkij – Eleanor David - Csapdában: Kamionos csaja – Catherine Keener - Halálos barátság: Leslie – Kathleen Wilhoite - Kék acél: Tracy Perez – Elizabeth Peña - Kékharisnya (1. szinkron): Alison - Mr. és Mrs. Bridge: Carolyn Bridge – Margaret Welsh - Siker teszi az embert: Libby Ohiemacher – Sachi Parker - Vérhold: Linda – Michelle Doake - Esély az életre (1. szinkron): Eladónő – Deborah Dismukes - Feketelistán: Nan – Illeana Douglas - Gyilkos magzat: További hang - Halálharcos: Vanna – Calista Carradine - Levél Sachának: Laura – Sophie Marceau - Otthonom, Idaho: Denise – Jessie Thomas - Szombat, vasárnap és hétfő: Elena – Anne-Marie Philipe - Dr. Giggles: Jennifer Campbell – Holly Marie Combs - Drágám, a kölyök marha nagy lett!: Mandy Park – Keri Russell - Gyilkos gyűrű: Sparrow – Judy Peterson - Hosszú lé: Eladónő a lemezboltban – Sharon Cook - Mágusok háborúja: Irene – Julie Michaels - Mondvacsinált hős: Donna O`Day – Susie Cusack - Vérvörös rúzsnyomok: További hang - Az utolsó akcióhős (2. szinkron): Leeza Gibbons – Leeza Gibbons - Csaj a csajok között: Ms. Glatt – Rachel Hayward - Germinal: Catherine Maheu – Judith Henry - Harc az időért: Janice – Kim Walker - Nők hálójában: Mimi – Ruth Marshall - Szerelem és gyűlölet között: Diane – Chelsea Lagos - Szörfös nindzsák: Ro-May – Kelly Hu - Szülő kerestetik: Melanie Hope – Brigid Brannagh - TC 2000: Sumai lánya – M.J. Kang - Városi vadász: Nyomozónő – Chingmy Yau - Wayne világa 2.: Bjergen Kjergen – Drew Barrymore - Áramember 2. – Mr. Agyrém: Norma – Traci Lords - Bosszúvágy 5.: További hang - Divatdiktátorok: Sissy asszisztense – Katarzyna Figura - Elveszve Afrikában: További hang - Gyilkosság szexhívásra: Denise – Parker Posey - Hong Kong 97: További hang - Mesterügynökök: További hang - Részeges karatemester 2. (2. szinkron): További hang - Titkos gyilkos mama (1. szinkron): Birdie – Patricia Dunnock - Vágyak vonzásában: Meaghan Eastman – Jennifer Morrison - Vakvilág egyetem: Samantha – Sarah Trigger - Vegas Vice (1. szinkron): Rosalind – April Lombard - Véres virágok: Red – Adrienne Shelly - A Brady család (1. szinkron): Noreen – Alanna Ubach - Baráti kör: Eve Malone – Geraldine O'Rawe - Erőre erővel: További hang - Irány a Mississippi!: További hang - Keleti harc: Seiko Kobayashi – Kelly Hu - Síakadémia 2.: Beth Roberts – Heather Campbell - Spinédzserek: Heather – Susan Mohun - Töketlenek: Carla Morgan – Tara Strong - Túl a felhőkön: A lány – Sophie Marceau - Végre péntek: Dana Jones – Regina King - Az árnyékfeleség: Renee – Cathryn de Prume - Az ártatlan alvás: Sheila Terry – Hilary Crowson - Bölcsek kövére: További hang - Bűvölet: Nancy Downs – Fairuza Balk - Csillagvirágok: Jessica – Emily Burkes-Nossiter - Dr. Moreau szigete (2. szinkron): Aissa – Fairuza Balk - Danielle Steel – Emlékezés: Serena hercegnő – Eva La Rue | - Emma (1. szinkron): Harriet Smith – Samantha Morton - Kő kövön: Dr. Petra von Kant – Kylie Minogue - Legbelső félelem (1. szinkron): Naomi Chance – Maura Tierney - Ne légy barom 2.: Denise Marie – Jennifer Lucienne - Nesztelen halál: Michelle – Monica Creel - Ő az igazi: Connie – Leslie Mann - Rettegés: Margo Masse – Alyssa Milano - Túlélni Picassót: Jacqueline – Diane Venora - Üzenet az űrből: Linda Grant – Dawn Zeek - Váltságdíj: Maris Conner – Lili Taylor - Vérfagyasztó: További hang - A kocka: Joan Leaven – Nicole de Boer - A riasztóember: April Brody – Tricia Vessey - Ámokfutó kamionok: Hope – Brenda Bakke - Az ikrek visszavágnak: Bonny Cartwright – Jenny Evans - Démoni szeretők: Estelle – Aimee Graham - Éjjeliőr a hullaházban: Joyce – Alix Koromzay - Eszeveszett nőcsábász: Carol – Carolyn Lowery - Két túsz között (1. szinkron): Veronica Tate – Carmen Ejogo - Ne légy barom 4.: Nadine – Elise Neal - Száguldás életre-halálra: Deliverance Bodine – Brittany Murphy - Vegasi vakáció: Audrey Griswold – Marisol Nichols - A katona: Sandra – Connie Nielsen - Anya kerestetik: Brooke Anders – Jessica Tuck - Dolcsi vita (1. szinkron): További hang - Gerjedek a vonalaidra: Carla – Tangie Ambrose - Hátsó ablak: Claudia Henderson – Daryl Hannah - Még mindig tudom, mit tettél tavaly nyáron: Karla Wilson – Brandy Norwood - Mióta elmentél... (2. szinkron): Mollie Rusk – Joy Gregory - Nem ér a nemem: Dede Truitt – Christina Ricci - Rajtaütés: Ling Ho nyomozó – Carman Lee - Szerelmes Shakespeare: Rosaline – Sandra Reinton - Vad vágyak: Suzie Marie Toller – Neve Campbell - 10 dolog, amit utálok benned: Kat Stratford – Julia Stiles - A bár: Vikki – Mary Stuart Masterson - A kétszáz éves ember: Galatea – Kiersten Warren - James Bond 19. – A világ nem elég: Dr. Christmas Jones – Denise Richards - Kemény dió: Marcie Fox – Julie Benz - Szex, tenger, videó: Lisa Simpson – Samantha-Jane Norris - Veszélylesők: Elizabeth Wintern – Catherine Bell - Anatómia: Paula Henning – Franka Potente - David Copperfield: Clara Copperfield – Sarah Smart - Megint tizenhét: Sydney Donovan – Tia Mowry - Nyomd a lóvét! (1. szinkron): Rebecca Johnson – Wendy Benson-Landes - Ó, testvér, merre visz az utad?: Penny – Holly Hunter - Pop, csajok satöbbi: Caroline – Natasha Gregson Wagner - Szemtanúk nélkül: További hang - A férjem kettős élete: Linda Berg – Maria Ricossa - Au Pair 2.: Cassandra Hausen – Rachel York - Az ördög árnyéka: További hang - Bankrabló csajok: Lisa Janusch – Marla Sokoloff - Békakirályfi (1. szinkron): Kate – Christina Applegate - Felpörgetve (2. szinkron): Lucretia Clan – Stacy Edwards - Gyilkos felvonó: Jennifer Evans – Naomi Watts - Négybalkéz: Tracey Kimberly – Sascha Knopf - Nyakiglove: Lisa – China Chow - Véres Valentin: Lily Voight – Jessica Cauffiel - Antwone Fisher története: Cheryl Smolley – Joy Bryant - Dinkák a gatyában: Heidi – Eva Habermann - Halloween – Feltámadás (1. szinkron): Jen – Katee Sackhoff - Kapj el, ha tudsz: Cheryl Ann – Jennifer Garner - Mikulás úrfi (1. szinkron): Lorena – Ana Ortiz - Narancsvidék (2. szinkron): Charlotte Cobb – Lily Tomlin - Nyeretlenek: Ursula – Carmen Chaplin - Scooby-Doo – A nagy csapat: Vilma Dinkley – Linda Cardellini - A sötétség leple: Cat Greene – Emma Caulfield - Anatómia 2.: Paula Henning – Franka Potente - Baywatch – Hawaii esküvő: Roberta Quinn – Nicole Eggert - David Gale élete: Nico – Melissa McCarthy - Jéghideg otthon: Ruby – Juliette Lewis - Mátrix – Forradalmak: Charra – Rachel Blackman - Szirénkaland: June – Sarah Laine - Tökös srác: Chloe – Katharine Towne - Anyátlanok: Keiko – You - Feketék fehéren: Tori – Jessica Cauffiel - Kegyetlen játékok 3.: Cassidy Merteuil – Kristina Anapau - Melinda és Melinda: Stacey Fox – Vinessa Shaw - Öten a Mennyországból: Eddie anyja – Rebecca Jenkins - Padlógáz: Moni – Ivonne Schönherr - Rajzolt gyilkosság: Ella – Linda Steinhoff - Scooby-Doo 2. – Szörnyek póráz nélkül: Vilma Dinkley – Linda Cardellini / Vilma fiatalon – Lauren Kennedy - Tudom, mit találtál az éjjel: Toni – Marie Zielcke - Túlélni a karácsonyt (2. szinkron): Alicia Valco – Christina Applegate - Vámpír angyalok: Buzz – Lisa Marie Caruk - Viharmadarak: Strampli – Rose Keegan - A Klinika – Húsz év múlva: Sophie Schwarz – Eva Habermann - A Klinika – Újra együtt: Dr. Sophie Brinkmann – Eva Habermann - Ásó, kapa, vadkaland: Lana – Mena Suvari - Egy esküvő, nyolc gyerek: Ginny Falls – Rahnuma Panthaky - Földre szállt boszorkány: Sheila Wyatt – Katie Finneran - Gyilkos húzások: További hang - Mr. Tűsarok: Jeannie – Kellie Bright - München: újdonsült feleség – Lisa Werlinder - Pterodactyl – Szárnyas gonosz: Zelazny – Jessica Ferrarone - Rémségek könyve 3. – Véres kor: Mary Banner – Lillith Fields - Utánam a lavina: Casey Richards – Carmen Nicole Tonarelli - Üvegcsapda: Sharon – Siri Baruc - .45 – A bosszú íze: Vic – Sarah Strange - A fáraó bosszúja (2. szinkron): További hang - Csapatleépítés: Jill – Claudie Blakley - Gengszter horror: Posie – Daniella Alonso - Jesse Stone – Szükségtelen gyilkosság: További hang - Lottó ötös: Lone – Sofie Stougaard - Oltári frigy: Sandy Francis – Caroline Carver - Sokk a jóból: Ellen Minnola – Neve Campbell - Támadás a harci robotok szigete ellen: További hang - Totál frankó: Mrs. Gunderson – Teryl Rothery - A Hold és a csillagok: Maria Grazia – Surama De Castro - A titokzatos idegen: Nancy – Kateri Walker - Bestseller: Florence – Michèle Bernier - Nora Roberts – Azúrkék égbolt: Willa Mercy – Ashley Williams - A hullám: Anke Wenger – Christiane Paul - A küklopsz szövetsége: Barbara – Frida Farrell - Folytassa Don Quijote!: Vicky Torres – Bibiana Ballbé - Karácsonyi fények: Tanya – Kiersten Warren - Könnyes leves (2. szinkron): Abby – Brittany Murphy - Az utolsó felvonás: Alice – Brittany Murphy - Galambbegy: Galambbegy anyja – Antje Westermann - Scooby-Doo! Az első rejtély: Vilma Dinkley – Hayley Kiyoko - Sodró lendület 2. – Hív a természet: Viharfelhő – Amber McDonald - 16 kívánság: Celeste – Anna Mae Routledge - A furcsa srác: Lány a bulin – Diane Mizota - A nagy karácsonyi izzócsata: Helen Duncan – Morgan Brayton - Hétmérföldes szerelem: További hang - Igazi hollywoodi történetek: Charlie Sheen (hangalámondás): További hang - Két kopper: Pam – Francie Swift - Miss Senki: Cynthia Bardo – Paula Marshall - Scooby-Doo és a tavi szörny átka: Vilma Dinkley – Hayley Kiyoko - Szerelem a hatodikon: Bettina de Brossolette – Audrey Fleurot - Tisztogatás: Monika – Estella Warren - Küzdelem a rákkal: Cheyanne – Lyndsy Fonseca - Alex Cross: Maria Cross – Carmen Ejogo - Éjsötét árnyék: Vilma Dinkley (A Scooby-Doo, merre vagy? c. sorozatban) – Nicole Jaffe - Gondolkozz pasiaggyal! (2. szinkron): Lauren – Taraji P. Henson - Karácsonyi fagyöngyök: Marci – Tori Spelling - Kék szemű mészáros: További hang - A bűn éjszakája: Mrs. Grace Ferrin – Arija Bareikis - A háború démonjai: Patti – Nicole Kidman - A hívás: Rachel – Justina Machado - A könyvtolvaj: További hang - A WikiLeaks-botrány: Alex Lang – Lydia Leonard - Amerikai botrány: Dolly Polito – Elisabeth Röhm - Előzmények törlése: Wendy – Amy Ryan - Könnyű csukott szemmel élni: További hang - Anonim alkotók klubja: Hannah Rinaldi – Kaley Cuoco - Gyilkos iroda: Sarah - Holtodiglan: Noelle Hawthorne – Casey Wilson - Neruda: Delia del Carril – Paulina Harrington - Pofázunk és végünk: Gina – Jasmine Burke - Üdv a világomban!: Dawn Hurley – Joan Cusack - Végtelen szerelem: Dawn – Stephanie Northrup - Véres tó – A gyilkos orsóhalak támadása: Cate – Shannen Doherty - Elmentek otthonról: Mme Massieye – Valérie Karsenti - Így jártam a mostohámmal: Élisabeth – Elise Larnicol - Steve Jobs: Andrea Cunningham – Sarah Snook |

#### Animációs sorozat
- Scooby-Doo, merre vagy?: Vilma Dinkley – Nicole Jaffe
- Rózsaszín párduc (2. szinkron): További hang
- Scooby-Doo újabb kalandjai: Vilma Dinkley – Nicole Jaffe
- A Scooby-Doo-show: Vilma Dinkley – Pat Stevens
- Scooby-Doo és Scrappy-Doo (1. és 2. szinkron): Vilma Dinkley – Pat Stevens / Marla Frumpkin
- Korra legendája: P'Li
- Grimm legszebb meséi: További hang
- Sandokan: Shamina
- Delfi és barátai: Gigi
- A kék egér: Kék egér testvére
- Beethoven: Ginger – Tress MacNeille
- Tesz-Vesz város: Virgonc (3. évad)
- Pókember: Felicia Hardy / Fekete Macska – Jennifer Hale
- Timon és Pumbaa: További hang
- 3 jóbarát és Jerry: Linda
- Született kémek: Mandy (4. évad 14–26. részig, 6. évad) – Jennifer Hale
- Mizújs, Scooby-Doo? (1. és 2. szinkron): Vilma Dinkley – Mindy Cohn
- Naruto (Jetix változat): Anko Mitarashi – Takako Honda
- Bozont és Scooby-Doo: Vilma Dinkley – Mindy Cohn
- Sabrina: Zelda Spellman – Melissa Joan Hart
- Galactik Football: Callie Mystic – Tara Strong
- Totál Dráma Sziget: Beth – Sarah Gadon
- Batman: A bátor és a vakmerő: Vilma Dinkley – Mindy Cohn
- Scooby-Doo: Rejtélyek nyomában: Vilma Dinkley – Mindy Cohn
- Mumin-völgy: Mórika
- Tini titánok, harcra fel!: További hang
- Szófia hercegnő: Crackle – Ellie Kemper
- Csak lazán, Scooby-Doo!: Vilma Dinkley – Kate Micucci
- Candy Candy: Candice (Candy) White Ardlay – Minori Matsushima
- Billy és Mandy kalandjai a kaszással: Tanárnő

#### Animációs film
| - Harmincezer mérföld a tenger alatt: Iszamu anyja – Szeno Reiko - Scooby-Doo Hollywoodba megy: Vilma Dinkley – Pat Stevens - Ninja Scroll: Beniszato – Joan-Carol O'Connell - Scooby-Doo a zombik szigetén: Vilma Dinkley – B.J. Ward - Scooby-Doo és a boszorkány szelleme: Vilma Dinkley – B.J. Ward - A karácsonyfa dala: A fenyőfa – Debi Derryberry - Scooby-Doo és az idegen megszállók: Vilma Dinkley – B.J. Ward - Scooby-Doo és a virtuális vadászat: Vilma Dinkley / Cyber Vilma – B.J. Ward - Sabrina, a tiniboszorkány – Éljen a barátság!: Zelda Spellman – Tina Bush - Scooby-Doo és a vámpír legendája: Vilma Dinkley – Nicole Jaffe - Scooby-Doo és a mexikói szörny: Vilma Dinkley – Nicole Jaffe - Scooby-Doo és a Loch Ness-i szörny: Vilma Dinkley – Mindy Cohn - Aloha, Scooby-Doo!: Vilma Dinkley – Mindy Cohn - Scooby-Doo és a múmia átka: Vilma Dinkley – Mindy Cohn - Scooby-Doo! Kalózok a láthatáron!: Vilma Dinkley – Mindy Cohn - Scooby-Doo és a hószörny (1. és 2. szinkron): Vilma Dinkley – Mindy Cohn - Scooby-Doo és a Koboldkirály: Vilma Dinkley – Mindy Cohn - Scooby-Doo és a szamuráj kardja: Vilma Dinkley – Mindy Cohn | - Scooby-Doo! Abrakadabra!: Vilma Dinkley – Mindy Cohn - Scooby-Doo! Rettegés a táborban: Vilma Dinkley – Mindy Cohn - Scooby-Doo és a fantoszaurusz rejtélye: Vilma Dinkley – Mindy Cohn - Tom és Jerry és Óz, a csodák csodája: Tuffy, a pöttöm egér – Kath Soucie - Scooby-Doo! Vámpírmusical: Vilma Dinkley – Mindy Cohn - Scooby-Doo! Rémpróbás játékok: Vilma Dinkley – Mindy Cohn - Scooby-Doo a rivaldafényben: Vilma Dinkley – Mindy Cohn - Scooby-Doo rémes karácsonya: Vilma Dinkley – Mindy Cohn - Scooby-Doo: Kék Sólyom maszkja: Vilma Dinkley – Mindy Cohn - Scooby-Doo! A rejtélyes térkép: Vilma Dinkley – Stephanie D'Abruzzo - Scooby-Doo: Az operaház fantomjai: Vilma Dinkley – Mindy Cohn - Scooby-Doo és a madárijesztő: Vilma Dinkley – Mindy Cohn - Scooby-Doo! Szőrmókveszély: Vilma Dinkley – Mindy Cohn - Scooby-Doo! Rejtély a bajnokságon: Vilma Dinkley – Mindy Cohn - Scooby-Doo! A rejtély kapujában: Vilma Dinkley – Mindy Cohn - Scooby-Doo! Frankenszörnyűség: Vilma Dinkley – Mindy Cohn - Scooby-Doo! Holdszörnyes őrület: Vilma Dinkley – Mindy Cohn - Scooby-Doo! és a Kiss: A nagy rock and roll rejtély: Vilma Dinkley – Mindy Cohn |

## Hangoskönyvek
- Vavyan Fable: Mesemaraton (2009)

## Könyvei
- Hullámvasút; Móra Könyvkiadó, Bp., 2021
- Tiszavirágok; Manó Könyvek–Líra, Bp., 2024